# Ubatã (kommun)
Ubatã är en kommun i Brasilien.   Den ligger i delstaten Bahia, i den östra delen av landet, 900 km öster om huvudstaden Brasília. Antalet invånare är 25 015.
Följande samhällen finns i Ubatã:
- Ubatã

I omgivningarna runt Ubatã växer i huvudsak städsegrön lövskog. Runt Ubatã är det ganska glesbefolkat, med 42 invånare per kvadratkilometer.